# I Wanna Go
«I Wanna Go» (укр. «Я Хочу Піти») — пісня американської співачки Брітні Спірс, третину сингл з сьомого альбому співачки Femme Fatale. Випущений 13 червня 2011 року.
Продюсерами синглу виступили Макс Мартін та Shellback.

## Відеокліп
Прем'єра відеокліпу відбулася 22 червня на Youtube, через 9 днів після випуску синглу.

## Цікаві факти
- Пісня була записана в той же час, коли записувалася композиція «3» для збірки «The Singles Collection», тобто влітку 2009 року.
- Менеджмент Брітні Спірс довгий час не міг вирішити, яку пісню робити третім синглом, після чого на офіційному сайті співачки фанатам запропонували самостійно обрати сингл. У голосуванні з великим відсотком голосів перемогла пісня «I Wanna Go».
- 6 червня 2011 року Jive Records анонсували нову обкладинку синглу[1].
- Сингл, досягнувши 11-й позиції в «Billboard Hot 100», став одним з найуспішніших третіх синглів співачки, поряд з «(You Drive Me) Crazy» та «Stronger», що займали 10-й і 11-й рядки десятиліттям раніше[2].
- Під час виконання «I Wanna Go» в рамках світового турне Брітні Спірс «Femme Fatale Tour», на сцену запрошувалися кілька глядачів із залу, де вони танцювали разом з Брітні Спірс.

## Історія виходу
| Регіон          | Дата           | Формат               | Лейбл                    |
| --------------- | -------------- | -------------------- | ------------------------ |
| Європа          | 13 червня 2011 | Цифрове завантаження | Jive Records             |
| США             | 14 червня 2011 | Радіо                | Jive Records             |
| Німеччина       | 22 червня 2011 | CD-сингл             | Sony Music Entertainment |
| Вилика Британія | 7 серпня 2011  | Цифрове завантаження | Jive Records             |